# Tulio Duque Gutiérrez
Tulio Duque Gutiérrez SDS (Pácora, 31 de janeiro de 1935) é o ex-bispo de Pereira.
Tulio Duque Gutiérrez ingressou na comunidade Salvatoriana e foi ordenado sacerdote em 26 de março de 1966. Em 7 de outubro de 1993, João Paulo II o nomeou Bispo Auxiliar de Medellín e Bispo Titular de Sitipa.
O núncio apostólico na Colômbia, Paolo Romeo, o ordenou bispo em 13 de novembro do mesmo ano; Os co-consagradores foram Héctor Rueda Hernández, Arcebispo de Medellín, e José de Jesús Pimiento Rodriguez, Arcebispo de Manizales.
Em 18 de março de 1997 foi nomeado Bispo de Apartadó. Em 25 de julho de 2001 foi nomeado Bispo de Pereira. Em 15 de julho de 2011, o Papa Bento XVI aceitou seu pedido de demissão por idade.